# 格魯吉亞總統

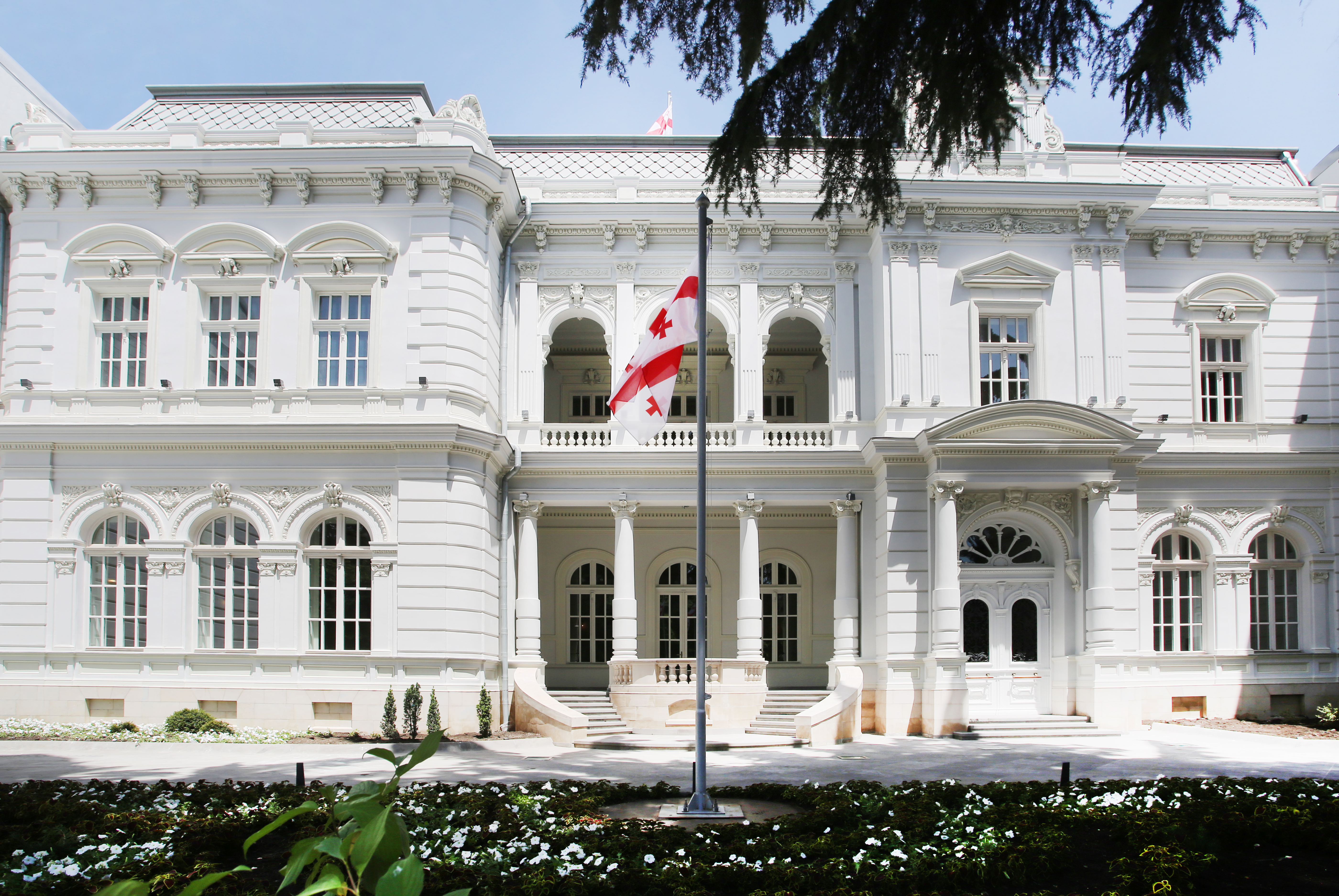
格魯吉亞總統府

格魯吉亞總統是格魯吉亞的國家元首和国防军总司令。總統的任期為五年，由選舉產生，負責帶領及執行國家內部事務及外交政策，並保持國家團結、具公信力，國家機構依照憲法正常運作。
2017年格鲁吉亚修改宪法，将该国变为议会制共和国后，总统的权力受到了很大限制，因而格魯吉亞与许多議會制国家一样，总统在很大程度上是一个象征性元首，行政權力属于格鲁吉亚议会和格鲁吉亚总理。自2024年起，总统由300名选举团成员选举产生，而此前格魯吉亞總統由人民直接選舉產生。

## 歷任總統
| 任次 | 姓名                         | 任期                                                          |
| ---- | ---------------------------- | ------------------------------------------------------------- |
| 1    | 茲維亞德·加姆薩胡爾季阿      | 1991年4月14日－1992年1月6日                                   |
| 代理 | 作为临时国家元首的军事委员会 | 1992年1月6日－1995年11月26日                                  |
| 2    | 愛德華·謝瓦爾德納澤          | 1995年11月26日－2003年11月23日                                |
| 代理 | 妮諾·布爾賈納澤              | 2003年11月23日－2004年1月25日                                 |
| 3    | 米哈伊爾·薩卡什維利          | 2004年1月25日－2013年11月17日                                 |
| 代理 | 妮諾·布爾賈納澤              | 2007年11月25日－2008年1月20日                                 |
| 4    | 格奥尔基·马尔格韦拉什维利    | 2013年11月17日－2018年12月16日                                |
| 5    | 萨洛梅·祖拉比什维利          | 2018年12月16日－2024年12月29日 2024年12月29日－現任（有爭議） |
| 6    | 米哈伊尔·卡韦拉什维利        | 2024年12月29日－現任（有爭議）                                |